# 1971 год в кино

## Избранные фильмы

### Мировое кино
- «Аудиенция»/L' Udienza, Италия, (реж. Марко Феррери)
- «Бананы»/Bananas, США, (реж. Вуди Аллен)
- «Бриллианты навсегда»/Diamonds Are Forever, Великобритания-США (реж. Гай Хэмилтон)
- «Большой босс»/Tang shan da xiong, Гонконг, (реж. Ло Вэй)
- «Взломщики»/Le Casse, Франция-Италия, (реж. Анри Вернёй)
- «Война Мёрфи»/Murphy's War, Великобритания, (реж. Питер Йетс)
- «Воскресенье, проклятое воскресенье»/Sunday Bloody Sunday, Великобритания, (реж. Джон Шлезингер)
- «Сыщик»/Gumshoe, Великобритания, (реж. Стивен Фрирз)
- «Грязный Гарри»/Dirty Harry, США, (реж. Дон Сигел)
- «Две англичанки и «Континент»»/Les Deux Anglaises Et Le Continent, Франция, (реж. Франсуа Трюффо)
- «Декамерон»/Il Decamerone, Италия-Франция-ФРГ, (реж. Пьер Паоло Пазолини)
- «Джо»/Jo, Франция, (реж. Жан Жиро)
- «Джонни взял ружьё»/Johnny Got His Gun, США (реж. Далтон Трамбо)
- «Дуэль»/Duel, США, (реж. Стивен Спилберг)
- «Жизнь Леонардо да Винчи» / Vita di Leonardo Da Vinci, La, Италия-Испания, (реж. Ренато Кастеллани)
- «Жил-был полицейский»/Il Etait Une Fois Un Flic, Франция-Италия, (реж. Жорж Лотнер)
- «За пригоршню динамита»/A Fistful Of Dynamite, Италия, (реж. Серджо Леоне)
- «Заводной апельсин»/A Clockwork Orange, Великобритания, (реж. Стэнли Кубрик)
- «Кентерберийские рассказы»/I racconti di Canterbury, Италия, (реж. Пьер Паоло Пазолини)
- «Клют»/Klute, США, (реж. Алан Пакула)
- «Кошка о девяти хвостах»/The Cat O’Nine Tails, Италия-ФРГ-Франция, (реж. Дарио Ардженто)
- «Красное солнце»/Red Sun, Франция-Италия-Испания, (реж. Теренс Янг)
- «Кровавый залив»/Reazione a catena, Италия, (реж. Марио Бава)
- «Кровь из гробницы мумии»/The Blood From Mummy`s Tomb, Великобритания, (реж. Майкл Каррерас)
- «Лаки Люк — Люк-Счастливчик»/Lucky Luke, Франция-Бельгия, (реж. Теренс Хилл)
- «Макбет»/Macbeth, Великобритания-США, (реж. Роман Полански)
- «Мания величия»/La Folie Des Grandeurs, Франция-Испания-Италия, (реж. Жерар Ури)
- «Отрыв»/Taking Off, США, (реж. Милош Форман)
- «Паника в Нидл-Парке»/The Panic In Needle Park, США, (реж. Джерри Шацберг)
- «Познание плоти»/Carnal Knowledge, США, (реж. Майк Николс)
- «Порок сердца»/Le Souffle Au Coeur, Франция, (реж. Луи Маль)
- «Предостережение от святой проститутки»/Warnung vor einer heiligen Nutte, ФРГ, (реж. Райнер Вернер Фасбиндер)
- «Скрипач на крыше»/Fiddler On The Roof, США, (реж. Норман Джуисон)
- «Смерть в Венеции»/Morte A Venezia, Италия-Франция, (реж. Лукино Висконти)
- «Соломенные псы»/Straw Dogs, США, (реж. Сэм Пекинпа)
- «Страх вратаря перед одиннадцатиметровым»/Die Angst Des Tormanns Beim Elfmeter, ФРГ-Австрия, (реж. Вим Вендерс)
- «Сыграйте мне туманно»/Play Misty for Me, США, (реж. Клинт Иствуд)
- «Убрать Картера»/Get Carter, Великобритания, (реж. Майк Ходжес)
- «Французский связной»/The French Connection, США, (реж. Уильям Фридкин)
- «Хорошенькие девушки, станьте в ряд»/Pretty Maids All in a Row, США, (реж. Роже Вадим)
- «Человек Омега»/The Omega Man, США, (реж. Борис Сагал)
- «Четыре мухи на сером бархате»/4 mosche di velluto grigio, Италия-Франция, (реж. Дарио Ардженто)
- «Чудовищная декада»/La Decade Prodigieuse, Франция-Италия, (реж. Клод Шаброль)
- «Это случается только с другими»/Ça n’arrive qu’aux autres, Франция-Италия, (реж. Надин Трентиньян)
- «Ящерица под женской кожей»/Una lucertola con la pelle di donna, Италия—Франция—Испания, (реж. Лучо Фульчи)
- «Дьволы (фильм)»/"The Devils", Великобритания, (реж. Кен Рассел)

### Советское кино

#### Фильмы Азербайджанской ССР
- «Звёзды не гаснут», (реж. Аждар Ибрагимов)
- «Последний перевал», (реж. Камиль Рустамбеков)
- «Проверь, поверь», (реж. Тофик Исмайлов)

#### Фильмы БССР
- «Большие перегоны», (реж. Анатолий Дудоров)
- «Весенняя сказка», (реж. Юрий Цветков)
- «Веришь, не веришь/Дом на колёсах»
- «Жизнь и смерть дворянина Чертопханова», (реж. Виктор Туров)
- «Задачка / Это были мы»
- «Запрос / Вторая осень»
- «Мировой парень», (реж. Юрий Дубровин)
- «Могила льва», (реж. Валерий Рубинчик)
- «Полонез Огинского», (реж. Лев Голуб)
- «Про плотников / Коробейники»
- «Руины стреляют», (реж. Виталий Четвериков)
- «Там, вдали, за рекой…»
- «Факир на час», (реж. Диамара Нижниковская)

#### Фильмы Грузинской ССР
- «Даиси», (реж. Николай Санишвили)
- «Ожерелье для моей любимой», (реж. Тенгиз Абуладзе)
- «Тепло твоих рук», (реж. Шота и Нодар Манагадзе)
- «Я, следователь», (реж. Георгий Калатозишвили)

#### Фильмы Молдавской ССР
- «Лето рядового Дедова», (реж. Георге Водэ)

#### Фильмы РСФСР
- «12 стульев», (реж. Леонид Гайдай)
- «Даурия», (реж. Виктор Трегубович)
- «Джентльмены удачи», (реж. Александр Серый)
- «Достояние республики», (реж. Владимир Бычков)
- «Драма из старинной жизни», (реж. Илья Авербах)
- «Егор Булычов и другие», (реж. Сергей Соловьёв)
- «Корона Российской империи, или Снова неуловимые», (реж. Эдмонд Кеосаян)
- «Минута молчания», (реж. Игорь Шатров)
- «Остров сокровищ», (реж. Евгений Фридман)
- «Офицеры», (реж. Владимир Роговой)
- «Ох, уж эта Настя!», (реж. Юрий Победоносцев)
- «Пришёл солдат с фронта», (реж. Николай Губенко)
- «Проверка на дорогах», (реж. Алексей Герман)
- «Пропажа свидетеля», (реж. Владимир Назаров)
- «Прощание с Петербургом», (реж. Ян Фрид)
- «Разрешите взлёт!», (реж. Анатолий Вехотко, Наталья Трощенко)
- «Русское поле», (реж. Николай Москаленко)
- «Салют, Мария!», (реж. Иосиф Хейфиц)
- «Старики-разбойники», (реж. Эльдар Рязанов)
- «Тени исчезают в полдень», (реж. Валерий Усков и Владимир Краснопольский)
- «Тень», (реж. Надежда Кошеверова)
- «Шельменко-денщик», (реж. Андрей Тутышкин)

#### Фильмы УССР
- «Белая птица с чёрной отметиной», (реж. Юрий Ильенко)
- «Бумбараш», (реж. Николай Рашеев и Аркадий Народицкий)
- «Дерзость», (реж. Георгий Юнгвальд-Хилькевич)
- «Долгие проводы», (реж. Кира Муратова)
- «Захар Беркут», (реж. Леонид Осыка)
- «Ни дня без приключений» (реж. Игорь Ветров)
- «Олеся», (реж. Борис Ивченко)

### Киножурналы
- Мозалан

## Лидеры проката
- «Джентльмены удачи», (реж. Александр Серый) — 1 место, 65 000 000 зрителей
- «Корона Российской империи, или Снова неуловимые», (реж. Эдмонд Кеосаян) — 2 место, 60 800 000 зрителей
- «Офицеры», (реж. Владимир Роговой) — 3 место, 53 400 000 зрителей
- «12 стульев», (режиссёр Леонид Гайдай) — 6 место, 39 300 000 зрителей
- «Песни моря», (режиссёр Франчиск Мунтяну) — 11 место, 36 700 000 зрителей

## Персоналии

### Родились
- 24 февраля — Альфредо Ли Басси (итал. Alfredo Li Bassi), итальянский актёр и режиссёр.
- 24 февраля — Дэвид Л. Каннингэм, американский и интернациональный кинорежиссёр.
- 24 февраля — Ирма Чарамелла (итал. Irma Ciaramella), итальянская актриса и режиссёр.
- 24 февраля — Камал Сидху (англ. Kamal Sidhu), индийская канадская модель, телеведущая, актриса, легкоатлетка-семиборец на летней Олимпиаде в 1996 (где представляла Канаду).
- 24 февраля — Коралина Катальди-Тассони (итал. Coralina Cataldi Tassoni), итальянская и американская актриса[1].
- 24 февраля — Р. Ратнавелу (англ. R. Rathnavelu), индийский кинооператор, дважды награждён Filmfare Awards South, а также другими кинопремиями за лучшую операторскую работу.
- 24 февраля — Чан Джин, южнокорейский театральный и кино-режиссёр, драматург, продюсер, актёр и телеведущий, лауреат многочисленных премий.
- 24 февраля — Джош Бернштейн, американский исследователь, эксперт выживания, антрополог и телеведущий[2].
- 20 октября — Андрей Кудиненко — белорусский кинорежиссёр.
- 29 октября — Вайнона Райдер — американская киноактриса.
- 27 декабря — Сергей Сергеевич Бодров — советский режиссёр, актёр, сценарист.
- 26 декабря —Джаред Лето — американский актёр и рок-певец, вокалист альтернативной рок-группы Thirty Seconds to Mars.

### Скончались
- 15 января — Джон Долл — американский актёр.
- 2 октября — Павел Шпрингфельд — советский актёр театра и кино, заслуженный артист РСФСР.
- 30 июня — Герберт Биберман, американский сценарист, режиссёр и продюсер.
- 29 декабря — Стюарт Холмс — американский актёр и скульптор. За 55 лет снялся 574 фильмах и сериалах.